# 豐泰訥
豐泰訥是瑞士的城鎮，位於該國西部，由納沙泰爾州負責管轄，面積10.14平方公里，海拔高度768米，2011年人口1,132，四成半人口信奉基督教，人口密度每平方公里112人。